# Saturday Night Massacre
Den Titel Saturday Night Massacre (deutsch wörtlich Samstagabend-Massaker) gaben einige Journalisten dem 20. Oktober 1973, da dieser Tag von Rücktritten und Neubesetzungen des Amts des Justizministers unter Richard Nixon geprägt wurde.
Im Rahmen der Watergate-Affäre wurde am 13. Juli 1973 bekannt, dass es seit 1971 ein Tonbandaufzeichnungssystem im Oval Office gab, durch das sämtliche Gespräche und Telefonate Präsident Nixons aufgezeichnet wurden. Ein juristischer Streit um die Herausgabe der Tonbänder zwischen dem Chefermittler Archibald Cox und Präsident Nixon entbrannte.
Ein Bundesberufungsgericht ordnete am 12. Oktober 1973 an, die Aufzeichnungen an Cox herauszugeben, und der öffentliche Druck auf ihn wurde immer größer. Er schlug einen Kompromiss vor: Der demokratische Senator John Stennis sollte die Bänder hören dürfen und daraufhin eine Zusammenfassung für den Chefermittler des Untersuchungsausschusses zum Watergate-Skandal erstellen. 
Als Cox den Vorschlag Nixons ablehnte, kam es am 20. Oktober 1973 zum sogenannten Saturday Night Massacre. In Nixons Namen befahl Stabschef Alexander Haig  dem Justizminister Elliot L. Richardson, Cox zu entlassen. Allerdings weigerte sich Richardson und trat zurück. Danach setzte Haig den Stellvertretenden Justizminister William Ruckelshaus unter Druck. Aber auch Ruckelshaus weigerte sich und trat zurück. Er begründete dies damit, dass er seinen Eid auf die Verfassung und nicht auf den Präsidenten geleistet habe.
Erst der Nachfolger Robert Bork, als bisheriger Solicitor General of the United States Dritter in der Rangfolge des Justizministeriums, führte den Befehl aus und entließ Cox. Er ordnete zudem das FBI an, alle Ermittlungsaufgaben des Sonderermittlers auf das Justizministerium zu übertragen. Bork verteidigte die Entlassung als angemessen. Als er später für die Entlassung kritisiert wurde, sagte Bork, er sei lediglich deshalb nicht zurückgetreten, um Chaos zu verhindern. In seinen Memoiren schrieb Bork, Nixon habe ihm einen Richterposten beim Obersten Gerichtshof versprochen, sich aber daran nicht gehalten.
Die Regierung hielt die Affäre damit für beendet, jedoch hielten die Demokraten im Repräsentantenhaus und Senat das Thema weiter auf der Tagesordnung, bis Nixon schließlich mit Leon Jaworski einen neuen Chefermittler am 1. November 1973 ernannte. Dieser erzwang vor dem Obersten Gerichtshof die Herausgabe der Tonbandaufnahmen aus dem Weißen Haus. Darunter befand sich auch das berühmte smoking-gun-Band, das bewies, dass Nixon persönlich befohlen hatte, die Ermittlungen der Justiz zur Watergate-Affäre zu behindern.
Das Saturday Night Massacre gilt als einer der größten Fehler Nixons. Er nahm sich das Recht heraus, über der Verfassung zu stehen und faktisch Immunität zu genießen. Dies stieß selbst unter vielen Anhängern auf starke Ablehnung. Am 9. August 1974, also knapp zehn Monate nach dem Saturday Night Massacre, erklärte Nixon seinen Rücktritt und kam dadurch seiner drohenden Amtsenthebung zuvor.